# 南阿蘇村立南阿蘇中学校
南阿蘇村立南阿蘇中学校（みなみあそそんりつ みなみあそちゅうがっこう）は、熊本県阿蘇郡南阿蘇村大字河陽にある村立中学校。

## 概要
南阿蘇村にある唯一の中学校である。通学区域は、全村全域である。校舎は、旧長陽中学校の校舎を改修したものに加えて、新たに増築した建屋を使用している。

## 沿革

### 経緯
南阿蘇中学校は、2016年4月1日、南阿蘇村立の白水中学校、久木野中学校、長陽中学校3校の統合により開校した。

### 年表
- 2016年
  - 4月1日 - 開校
  - 5月9日 - 熊本地震の発生により休校していた授業が再開される。阿蘇大橋の崩落により通学するのが困難になった立野地区などの生徒らは、くまもと清陵高等学校の未使用の寄宿舎から通学することとなった[2]。

## 教育方針

### 校訓
- Mission  使命
- Action　行動
- Sense　感性

## 校歌・校章
校歌は、南阿蘇村在住の笠浩二が作曲、黒木よしひろが作詞を担当した。校章は「安定の中から見出す力」を主要な根拠として位置付け、その題材としてオオルリシジミと阿蘇山を採用した。

## 学校行事
| - 4月 始業式・入学式 - 5月 - 6月 | - 7月 終業式 - 8月 夏休み - 9月 始業式 | - 10月 - 11月 - 12月 終業式 | - 1月 始業式 - 2月 - 3月 終業式・卒業式 |

## 部活動
- 運動系部活動
  - 軟式野球部
  - 男子バレーボール部
  - 女子バレーボール部
  - 女子バスケットボール部
  - 女子ソフトテニス部
  - バドミントン部
  - 陸上競技部
  - 剣道部
- 文化系部活動
  - 吹奏楽部[3]

## 通学区域
- 南阿蘇村

## 進学前小学校
- 南阿蘇村立白水小学校
- 南阿蘇村立久木野小学校
- 南阿蘇村立南阿蘇西小学校

## 校区内の主な施設
- 阿蘇山
- 南阿蘇鉄道

など

## 交通
- 南阿蘇鉄道高森線長陽駅より徒歩6分（550ｍ）